# Кіт Голмс
Кіт Голмс (англ. Keith Holmes, нар. 30 березня 1969, Вашингтон) — американський професійний боксер, чемпіон світу за версією WBC (1996-1998, 1999-2001) у середній вазі.

## Професіональна кар'єра
Кіт Голмс розпочав свою професійну кар'єру 1989 року. 16 березня 1996 року зустрівся в бою з чемпіоном світу WBC у середній вазі американцем Квінсі Тейлором і здобув перемогу технічним нокаутом в дев'ятому раунді. Провів два успішних захиста. 2 травня 1998 року втратив титул, програвши одностайним рішенням суддів Хасину Черифі (Франція).
У матчі-реванші 24 квітня 1999 року Голмс здобув перемогу над Черифі технічним нокаутом в сьомому раунді. Знов провів два успішних захиста, а 14 серпня 2001 року програв одностайним рішенням Бернарду Гопкінсу.